# アスビョルン・ルート
アスビョルン・ルート（Asbjørn Ruud、1919年10月6日 - 1989年3月26日）は1930年代に活躍したノルウェーの元スキージャンプ選手。
ノルウェー南部のコングスベルグ生まれ。長兄シグムント、次兄ビルゲルとともに1930年代のジャンプ界を席捲した。
1938年、フィンランド・ラハティでの世界選手権で金メダルを獲得。8年後、1940年以来ナチス・ドイツのノルウェー占領で中断されていたホルメンコーレンスキー大会の第二次世界大戦後初の大会で優勝した。
1948年のサンモリッツオリンピックでは7位に入賞。長年のジャンプに対する努力から、同年のホルメンコーレン・メダルを兄ビルゲルに次いで受賞した。